# Artie Ortego
Artie Ortego (9 de febrero de 1890 – 24 de julio de 1960) fue un actor cinematográfico y televisivo de nacionalidad estadounidense, a lo largo de cuya carrera actuó en más de 300 producciones entre 1912 y 1955. Ortego interpretó a cowboys, caballistas y nativos americanos en numerosos westerns, y llevó a cabo escenas de acción a caballo. Fue, además, doble de acción de Ramón Novarro en The Barbarian (1933), film ambientado en El Cairo y en el cual actuaba Myrna Loy.

## Biografía
Su nombre completo era Arthur A. Ortega, y nació en San José, California, siendo sus padres Benjamin Ortega (1854-?), un carnicero, y Rosa Gardnos (1867-?), y sus hermanos Mary Ortega (1888-?) y Ben Ortega (1891-?).
Su debut fue con el papel de Moon Face en el corto western de Bison Motion Pictures The Tattoo (1912), trabajando junto a Mona Darkfeather y William Bertram. Ortego actuó en 41 películas junto a Darkfeather, 33 de ellas dirigidas por el marido de la actriz, Frank Montgomery. Su última colaboración llegó en The Gambler's Reformation (1914), interpretando Ortego a un indio llamado Brown Bear.
Ortego fue Delgado en el film de aventuras American Aristocracy (1916), protagonizado por Douglas Fairbanks y Jewel Carmen. En 1917 actuó en The Great Secret, con Francis X. Bushman y Beverly Bayne, y en The Avenging Trail, con Harold Lockwood y Sally Crute.

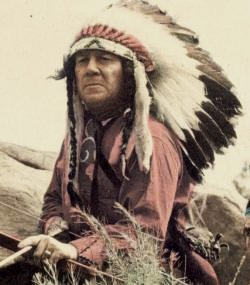

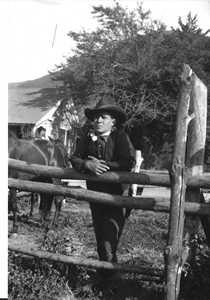

Participó en un film en 1920, Skyfire, protagonizada y dirigida por Neal Hart. Después hizo dos cortos interpretados por Hoot Gibson, The Driftin' Kid con Gertrude Olmstead, y The Man Who Woke Up (ambos de 1921).
El primer film sonoro de Ortego fue Beyond the Rio Grande (1930), con Jack Perrin. En 1931 actuó en Galloping Thru, con Tom Tyler y Betty Mack. Ortego actuó en un total de 14 películas protagonizadas por John Wayne, entre ellas Randy Rides Alone (1934), The Desert Trail (1935), el film dirigido por John Ford La diligencia (1939, con Claire Trevor), y A Lady Takes a Chance (1943, with Jean Arthur). Su última película fue la cinta de aventuras dirigida por Allan Dwan Escape to Burma (1955), protagonizada por Barbara Stanwyck y Robert Ryan para RKO Pictures.
Ortego también trabajó como artista invitado en diferentes programas televisivos, haciendo papeles en shows como The Cisco Kid (1950, 1951 y 1952), The Range Rider (1951), Cowboy G-Men (1953), Hopalong Cassidy (1953) y Maverick (1959).
Artie Ortego falleció en 1960 en el Centro Médico Providence Saint Joseph de Burbank, California, a causa de un ictus. Tenía 70 años de edad, Fue enterrado en el Cementerio San Fernando Mission de Mission Hills (Los Ángeles).

## Selección de su filmografía
- A Forest Romance (1913)
- For the Peace of Bear Valley (1913)
- The Girl of the Golden West (1915)
- The Great Secret (1917)
- The Driftin' Kid (1921)
- The Man Who Woke Up (1921)
- The Riddle Rider (1924)
- The Winking Idol (1926)
- El texano afortunado (1934)
- West of the Divide (1934)
- Blue Steel (1934)
- The Man from Utah (1934)
- Randy Rides Alone (1934)
- The Star Packer (1934)
- The Trail Beyond (1934)
- The Lawless Frontier (1934)
- 'Neath the Arizona Skies (1934)
- Texas Terror (1935)
- Rainbow Valley (1935)
- The Desert Trail (1935)
- La diligencia (1939)
- A Lady Takes a Chance (1943)
- Robin Hood of Monterey (1947)